# Бойко Юрій Володимирович (радіофізик)
Ю́рій Володи́мирович Бо́йко (*23 вересня 1962, м.Тараща, Київської області) — вчений-радіофізик, завідувач кафедри напівпровідникової електроніки Київського університету імені Тараса Шевченка та начальник інформаційно-обчислювального центру того ж університету.

## Біографія
Народився в місті Таращі на Київщині. В 1969 році пішов до першого класу Київської середньої школи № 113. В 1973 році вступив до Київської дитячо-юнацької спортивної школи олімпійського резерву (ДЮСШОР №1) по спеціалізації футбол. В 1977 році був зарахований до Київської заочної школи радіоелектроніки ДТСААФ. В 1979 році закінчив навчання в цих навчальних закладах.
У липні 1979 року успішно здав іспити на перший курс радіофізичного факультету Київського університету імені Тараса Шевченка. Закінчив радіофізичний факультет Київського університету імені Тараса Шевченка в 1984 році за спеціальністю кріогенна та мікроелектроніка. Після закінчення університету два роки служив у військах протиповітряної оборони на посаді начальника радіолокаційної станції радіотехнічного полку в місті Астрахань.
З 1986 року працює в Київському університеті імені Тараса Шевченка. Закінчив аспірантуру на кафедрі напівпровідникової електроніки радіофізичного факультету. Працював інженером, старшим інженером, начальником сектору науково-методичного центру підготовки та перепідготовки інженерних кадрів Київського університету імені Тараса Шевченка. 
З 1992 року на викладацькій роботі - асистент кафедри напівпровідникової електроніки (спеціалізація: автоматизація наукових досліджень). Захистив кандидатську дисертацію 01.04.10 за спеціальністю фізика напівпровідників і діелектриків.
З 1999 року призначений начальником інформаційно-обчислювального центру Київського національного університету імені Тараса Шевченка. Працює на посаді доцента кафедри напівпровідникової електроніки.
З 2006 року завідувач кафедри напівпровідникової електроніки радіофізичного факультету Київського національного університету імені Тараса Шевченка.
У 2004 році нагороджений орденом «За заслуги» III ступеня.

## Викладацька діяльність
Викладаються курси та проводяться лабораторні роботи зі спеціалізації «Автоматизація наукових досліджень»: 
- «Сучасні пакети прикладних програм»,
- «Апаратна конструкція ЕОМ та зовнішні пристрої»,
- «Мікропроцесорна техніка» (розділ – «Схемотехніка»),
- «Автоматизація наукових досліджень»,
- «Видавничі системи» - все для студентів радіофізичного факультету.

Впровадження навчальних курсів з академічної програми компанії Cisco Systems (Регіональна мережева академія Cisco Systems при університеті створена під керівництвом Бойка Ю.В.) дозволило підняти викладання інформаційних технологій на сучасний рівень.

## Область наукових досліджень
- сучасні телекомунікаційні та мережеві технології;
- методики викладання комп'ютерних дисциплін;
- технологія виробництва напівпровідникових приладів;
- глибокі рівні в напівпровідниках та приладах на їх основі;
- системи автоматизації в науці та на виробництві;
- видавницькі системи.

Наукова діяльність головним чином пов'язана з дослідженнями глибоких рівнів у напівпровідниках та структурах на їх основі. За час роботи:
- створено автоматизовані спектрометри глибоких рівнів у напівпровідниках,
- досліджено велику кількість нових матеріалів та структур на їх основі.
- розроблено методику отримання густини станів у випадку неперервного спектра глибоких рівнів та розділення РСГР-спектрів у випадку складного спектра.

За спільним з компанією Intel проєктом було створено лабораторію паралельних обчислень та побудовано перший в Україні обчислювальний кластер (елемент Ґрід). Використання високих обчислювальних потужностей дозволило значно підвищити рівень наукових розрахунків та впровадити у науковий та навчальний процес університету цілу низку курсів, пов'язаних з паралельними обчисленнями.